# Area metropolitana di Genova
L'area metropolitana di Genova (a volte definita anche area metropolitana Centrale Ligure o area metropolitana della Liguria Centrale) è costituita da un vasto territorio che si affaccia sul Mar Ligure e che vanta un retroterra tributario ad alcune aree padane. L'agglomerato urbano genovese occupa una superficie di 551,36 km² e ospita 800.709 abitanti mentre l'intera area metropolitana si estende su una superficie complessiva di 4.164,60 km² e conta una popolazione di oltre 1.600.000 abitanti; al centro di quest'ultima si colloca l'ente amministrativo chiamato città metropolitana di Genova, che si estende sullo stesso territorio dell'ex provincia di Genova.
Sebbene non esista un legame giuridico e amministrativo, di notevole impatto per l'area metropolitana di Genova è infatti la sinergia di natura logistica, sociale, economica e culturale con la provincia di Savona, con il cordone costiero della parte della provincia della Spezia della provincia di Imperia e delle aree dell'Oltregiogo (Novi Ligure).

## Territorio

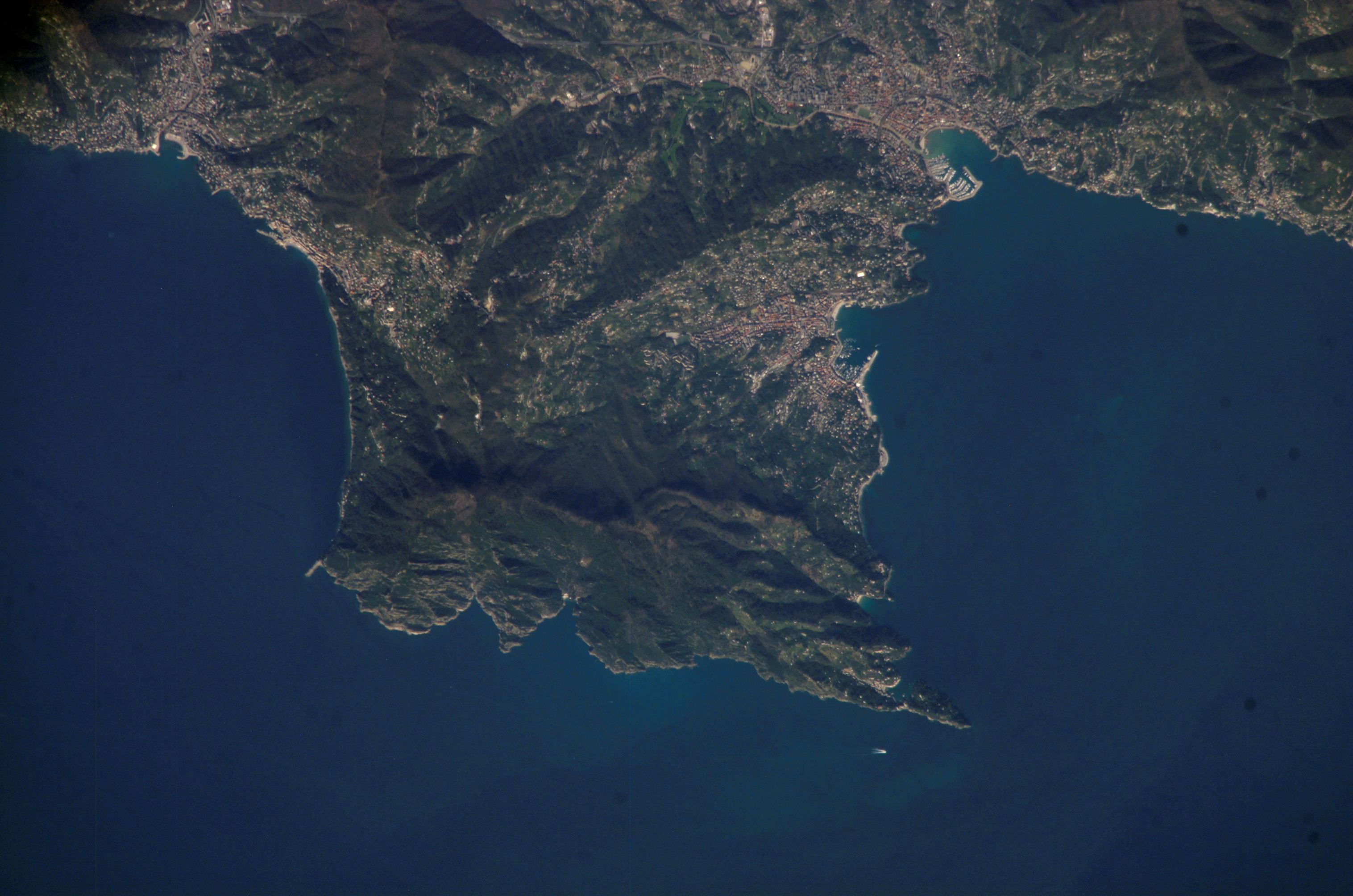
Visione aerea del Parco di Portofino

In senso stretto l'area metropolitana di Genova si sviluppa nella fascia costiera da Capo Noli a Punta Mesco e a nord fino ai confini regionali della Liguria.
Tuttavia il traffico pendolare, ed i legami di natura storica, sociale ed economica estendono le dimensioni del territorio dall'area ingauna, ad ovest, fino all'intera Val di Vara e le Cinque Terre ad est, toccando come vertice settentrionale l'Acquese ed il Novese.
Nella concezione di area metropolitana estesa, quindi, il litorale coinvolto si propaga da Capo Mele all'isola Palmaria, per circa 180 chilometri; non è un caso infatti che il relativo specchio acqueo prenda proprio il nome "Golfo di Genova".
La fascia costiera è frequentemente urbanizzata; scarsi elementi antropologici si riscontrano solo in prossimità del Parco naturale regionale di Portofino e di alcune porzioni di litorale, in particolare nelle Cinque Terre, tra Deiva Marina e Framura, nei pressi di Punta Mesco, Punta Manara e Punta Baffe, intorno a Zoagli, nell'area di Vesima, nella località Piani d'Invrea e in prossimità del promontorio di Celle Ligure, nel Finalese e presso Punta Murena; l'hinterland si estende invece lungo l'Appennino Ligure, la cui sommità è raggiunta dal Monte Maggiorasca con i suoi 1.809 m. Lungo i rilievi sono state istituite diverse aree protette come il Parco naturale regionale del Beigua, il Parco naturale regionale dell'Antola, il Parco naturale regionale dell'Aveto, il Parco naturale regionale di Bric Tana, il Parco naturale regionale di Piana Crixia, il Parco naturale delle Capanne di Marcarolo.
I principali corsi d'acqua sono: il Centa, la Varatella, la Maremola, la Pora, il Letimbro, il Sansobbia, la Cerusa, la Leira, il Polcevera, il Bisagno, l'Entella, il Petronio e la Vara che sfociano nel Mar Ligure; la Bormida, l'Orba, il Lemme, lo Scrivia ed il Trebbia che sono subaffluenti del Po.
Numerosi sono i piccoli laghi appenninici, molti dei quali artificiali. Uno dei più rilevanti è il Lago del Brugneto.

## Economia

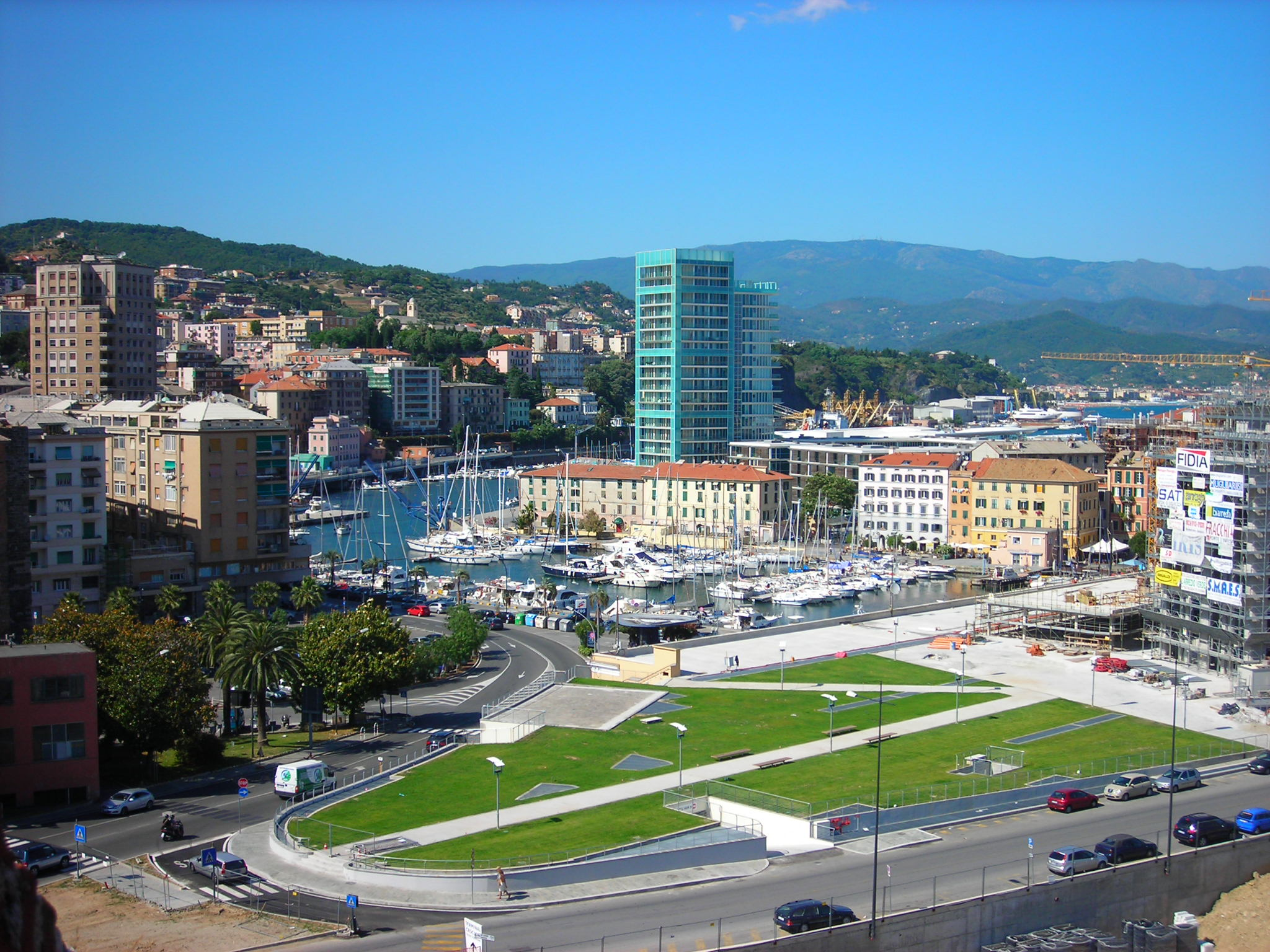
Ingresso al porto turistico di Savona

Genova e la sua area metropolitana rappresentano il principale sito portuale italiano, uno dei tre vertici del triangolo industriale Milano-Genova-Torino, la quinta città italiana per movimento economico, ed uno dei poli nazionali più importanti per quanto riguarda il settore scientifico e tecnologico.
Il territorio ha un'economia prevalentemente basata sull'attività portuale e sulla logistica delle merci che giungono negli scali marittimi di Genova e Savona. I due porti industriali, ed in particolar modo i bacini di Vado Ligure e Genova Voltri, costituiscono, sia nella loro singolarità che come sistema, uno dei principali porti del Mar Mediterraneo, in competizione con Marsiglia, Valencia e Barcellona.
L'area metropolitana genovese è storicamente contraddistinta da attività industriali cantieristiche, siderurgiche, metallurgiche, chimiche, petrolchimiche, di produzione di energia ed edilizie, sebbene negli ultimi anni sia iniziata una vera e propria riconversione industriale.
Fra le principali aziende ci sono Fincantieri, Ansaldo Energia, Ansaldo STS, Alenia Sistemi Industriali, Erg, Erg Petroli,Whitehead Alenia Sistemi Subacquei, Orizzonte Sistemi Navali, Costa Crociere, Grandi Navi Veloci, Piaggio Aero Industries, Tirreno Power e Raffinerie Iplom.
Storiche sono le produzioni manifatturiere di sapone, e di ceramiche.
Tutt'oggi è attiva l'industria estrattiva dell'ardesia.

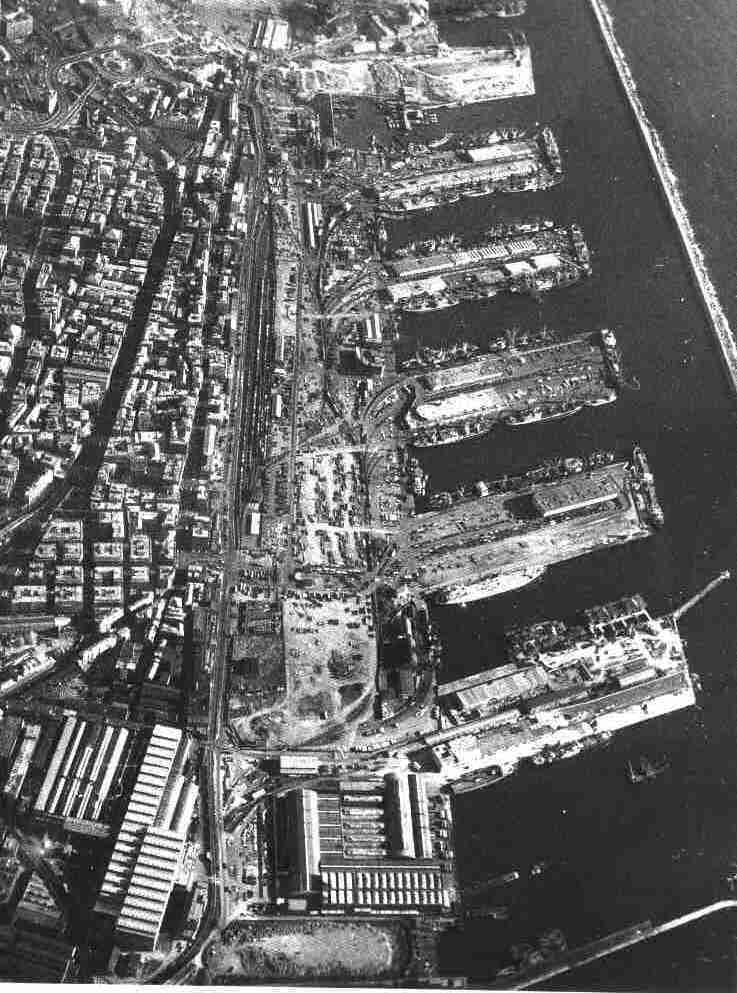
Il porto di Genova Sampierdarena in fase di ultimazione

Importante è la produzione alimentare e dolciaria, costituita da un consistente numero di piccole-medie aziende, tra le quali spicca il gruppo Elah Dufour, alla quale appartiene anche la Novi, con centri produttivi a Novi Ligure.
Prodotti rinomati dell'intera zona sono pasta (trofie, trofiette, linguine, trenette, bavette, ravioli di borragine, pansotti, lasagne alla ligure, ecc.), basilico, pesto, salsa di noci, olio, vini (tra cui famosi quelli del Tigullio), ravioli chiamati Gattafin di Levanto e specialità dolciarie come il pandolce, pasticceria secca, baci di dama e della riviera, canestrelli e amaretti di Sassello. 

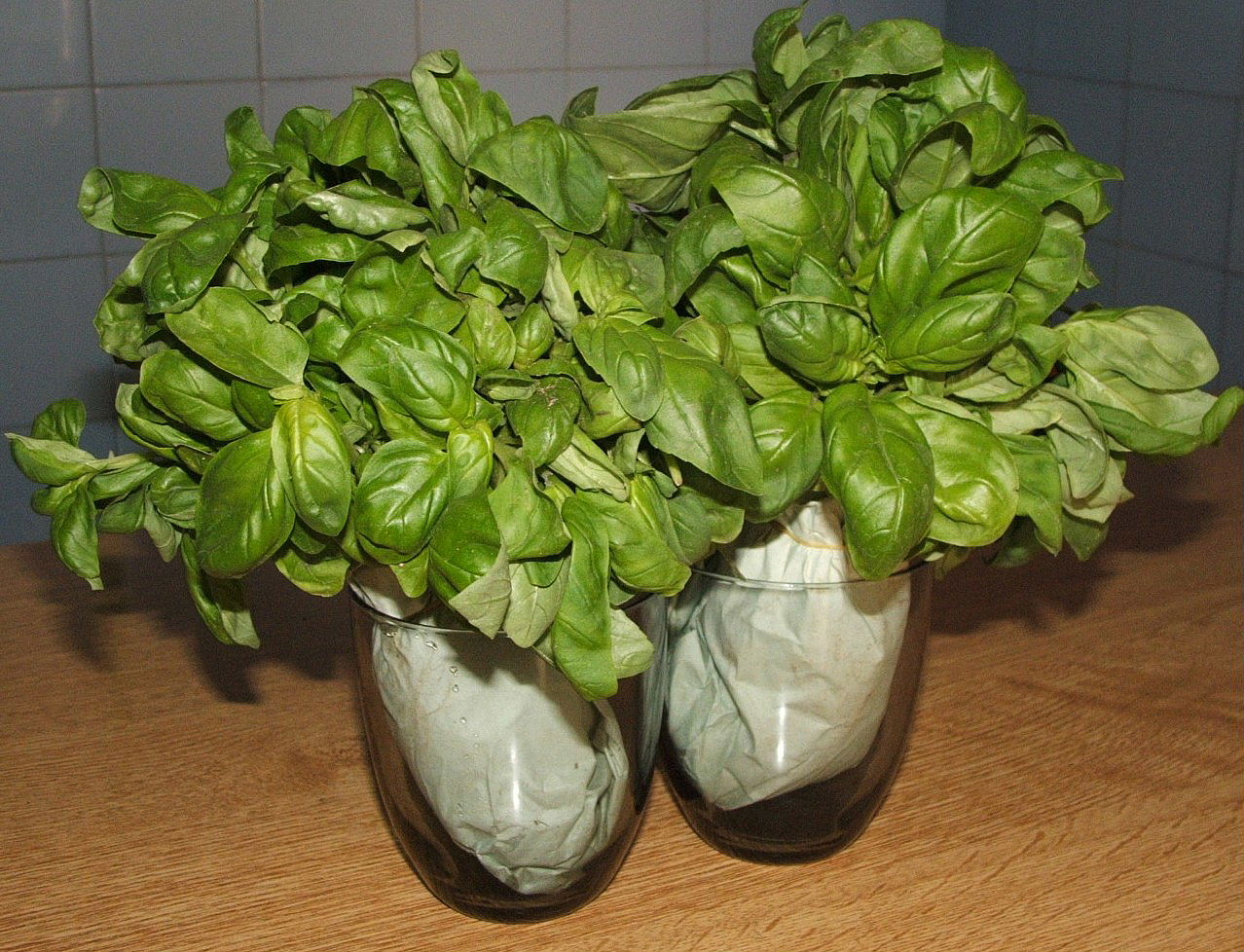
Basilico genovese DOP di Pra'

Completano la panoramica delle attività economiche più considerevoli aziende del terzo settore come il quotidiano Il Secolo XIX, il gruppo bancario e assicurativo Carige, l'Istituto Giannina Gaslini, polo d'eccellenza nella sanità pediatrica, l'Istituto Italiano di Tecnologia, ed i centri di ricerca Siemens, Microsoft, Ericsson ed Alcatel.
Grande impatto sull'economia ha il turismo, che punta su località balneari come Alassio, Pietra Ligure, Finale Ligure, Noli, Spotorno, Varazze e Camogli e del Tigullio come Portofino, Santa Margherita Ligure, Lavagna, Sestri Levante, nonché nell'estremo levante dell'area metropolitana Bonassola, Levanto e le Cinque Terre.
A nord poli di attrazione turistica sono il centro termale di Acqui Terme e soprattutto l'Outlet di Serravalle Scrivia.
Notevole è il flusso turistico che si registra nella parte centrale del Comune di Genova per il suo patrimonio artistico e per il suo ricco sistema museale, culturale e fieristico.
L'Acquario di Genova risulta oggi il sesto museo più visitato in Italia ed il primo nell'ambito dei musei scientifici, seguito da La Città dei Bambini e dei Ragazzi all'ottavo posto e dal Galata Museo del Mare al nono, su scala nazionale.

## Trasporti

### Principali arterie viarie
Una di queste inizia diramandosi dal casello autostradale di Genova Ovest e termina riallacciandosi al casello di Genova Nervi, e risulta costituito da una strada di scorrimento (Sopraelevata A. Moro) veloce collegata da un ampio raccordo (Viale Brigate) ad una strada pedemontana (C.so Europa).

### Mobilità
All'interno dell'area metropolitana sono presenti le seguenti offerte di trasporto:
- Ferrovia AV/AC Genova-Tortona (in costruzione)
- Ferrovia regionale Genova-Pisa (Roma)
- Ferrovia regionale Genova-Torino
- Ferrovia regionale Genova-Milano
- Ferrovia regionale Genova-Ventimiglia (Marsiglia)
- Ferrovia regionale Savona-Alessandria
- Ferrovia regionale Savona-Torino
- Ferrovia regionale Ovada-Alessandria (solo per traffico merci)
- Ferrovia regionale Acqui Terme-Asti
- Ferrovia suburbana Savona-Sestri Levante
- Ferrovia suburbana Genova-Arquata Scrivia-Novi Ligure
- Ferrovia suburbana Genova-Ovada-Acqui Terme
- Ferrovia a scartamento ridotto Genova-Casella
- Ferrovia a cremagliera Principe-Granarolo
- Linea Metropolitana Brin-Brignole
- Funicolare Zecca-Righi
- Funicolare Sant'Anna

A ciò si aggiungono, per il trasporto prevalentemente su gomma, nel Comune di Genova l'AMT, per i restanti comuni della Città metropolitana l'ATP, nel ponente la TPL, per il levante l'ATC, nell'Oltregiogo la SAAMO e l'Orfea. Dal 2019, per la parte di area metropolitana di Genova entro i confini della Liguria, un unico gestore del servizio dovrebbe coprire il servizio delle sopracitate aziende AMT e ATP.

### Autostrade
- A26 Genova-Gravellona Toce
- A7 Genova-Milano
- A12 Genova-Rosignano Marittimo
- A6 Savona-Torino
- A10 Genova-Ventimiglia

### Linee marittime
Dai porti di Sampierdarena, Voltri, Savona e Vado Ligure è possibile raggiungere numerose destinazioni del Mediterraneo, sui tracciati delle cosiddette Autostrade del Mare.
Di importanza storica è la Stazione marittima Ponte dei Mille.

### Aeroporti
Il maggiore è l'Aeroporto Internazionale di Genova "Cristoforo Colombo" situato nel quartiere genovese di Sestri Ponente a circa solo 6 km dal centro della città.
Segue per importanza l'Aeroporto Internazionale dell'area metropolitana di Genova - Albenga "C. Panero", un aeroporto aperto ai voli civili privati autorizzati verso gli aeroporti di tutto il continente, e di tanto in tanto con voli programmati verso alcune destinazioni nazionali.
Un terzo aeroporto minore si trova nell'Oltregiogo genovese, ed è l'Aeroporto del retroterra di Genova-Novi Ligure "E. Mossi", già in territorio piemontese.
Sono presenti, inoltre, tre aviosuperfici: una a Calvari (Val Fontanabuona), una ad Acqui Terme e un'altra a Borghetto Vara (Val di Vara).
Completano il panorama delle strutture di volo numerosi eliporti.

## Composizione dell'area metropolitana
Le zone che per contiguità territoriali, condizione economica e demografica nonché conformazione orografica possono essere individuate sono sette:
- a occidente la conurbazione savonese (Savona-Vado Ligure-Quiliano), i comprensori "Val Bormida", "Golfo dell'Isola" e "Riviera e Parco del Beigua"
- l'area centrale corrispondente al Comune di Genova e ai comuni immediatamente contigui della Val Polcevera e Val Bisagno
- a nord il comprensorio "Valli dell'Antola"
- a oriente la conurbazione chiavarese (Chiavari-Lavagna-Leivi-Cogorno-Carasco) e relative vallate retrostanti, i comprensori "Golfo Paradiso", "Tigullio", "Baie del Levante", corrispondente quest'ultimo all'area tra Sestri Levante e Levanto, e l'alta Val di Vara.

Oltre queste zone si possono considerare entro i confini dell'area metropolitana anche:
- l'acquese, il novese e l'ovadese a nord
- il finalese e l'albenganese a ovest
- la bassa Val di Vara e le Cinque Terre a est

## Altre definizioni

### Area centrale ligure
Il piano territoriale di coordinamento regionale, approvato con decreto del Consiglio regionale della Liguria n.95/1992, rivisto e complementato dal decreto del Consiglio regionale n.14 dell'11 febbraio 1997 e dal decreto del presidente della Giunta Regionale n.44/2000, definisce un'altra entità territoriale chiamata Area Centrale Ligure.
Quest'area che si estende dalla conurbazione savonese e dai centri altovalbormidesi, sino alle aree convergenti sul Golfo del Tigullio e relativo entroterra è suddivisa nelle seguenti macro-zone:
- Area Savonese e Val Bormida;
- Genovesato;
- Golfo del Tigullio ed entroterra

Talvolta, in virtù dei legami storici e culturali e del fatto che tali territori rappresentano il retroporto dell'area metropolitana di Genova, vengono ricompresi al suo interno anche l'Oltregiogo e l'Acquese.

## Sport

### Calcio
Le squadre di calcio che attualmente militano nelle serie più alte sono Genoa in serie A, Sampdoria in serie B, Virtus Entella e Sestri Levante in serie  C.